# Mike Sekowsky
Mike Sekowsky (* 19. November 1923; † 30. März 1989 in Los Angeles, Kalifornien) war ein US-amerikanischer Comiczeichner und -autor.

## Leben und Arbeit
Sekowsky begann 1941 als hauptberuflicher Comiczeichner zu arbeiten. Seine ersten Arbeiten lieferte er als Zeichner von humoristischen Cartoons wie Ziggy Pig and Silly Seal für den Verlag Timely Comics in New York City ab. Es folgten Engagements als Zeichner für Serien wie All Winners Comics, Daring Comics, Marvel Mystery Comics, USA Comics und Young Allies Comics für die er Figuren wie Captain America oder den Sub-Mariner ins Bild setzte.
In den 1940er und 1950er Jahren folgten Arbeiten als Zeichner von Comicgeschichten der verschiedensten Genres: So von Westerncomics (Apache Kid, Black Rider und Kid Colt für Atlas Comics, Gunsmoke and Buffalo Bill Jr. für Dell Comics), Romantikcomics (für Crestwood, Nedor, St. John Publications und Quality Comics), Dschungelgeschichten (Ramar of the Jungle für Charlton Comics) und Kriegscomics (G.I. Joe für Ziff-Davis).
1952 holte der Verleger Julius Schwartz Sekowsky zu DC-Comics, wo dieser einen Exklusivvertrag unterschrieb, den er schließlich im Laufe der Zeit über mehr als zwei Jahrzehnte verlängerte. Für DC zeichnete Sekowsky zunächst weitere Romantik-, Western- (z. B. Trigger Twins) und Science-Fiction-Comics (z. B. Strange Adventures oder Adam Strange). 2960 übernahm er den Zeichnerjob für DCs Bestseller-Serie Justice League of America der er über einen Zeitraum von mehr als fünf Jahren bis zur Ausgabe #63 verbunden blieb. 1985 kehrte er überdies noch einmal als Gastzeichner der Ausgabe #240 zu der Serie zurück. Sekowskys wichtigster künstlerischer Partner an Justice League war der Autor Gardner Fox der den Großteil der von ihm visualisierten Geschichten verfasste.
1968 übernahm Sekowsky als Nachfolger von Gil Kane die Aufgabe des Zeichners für die Serie Metal Men. Für Metal Men wurde er, 1969, auch erstmals als Autor tätig. Nach Einstellung von Metal Men übernahm Sekowsky die traditionsreiche Serie Wonder Woman die er beginnend mit der Ausgabe #178 als Autor und Zeichner bis einschließlich Ausgabe #198 betreute.
Es folgten einige Geschichten für die Serien The Brave and the Bold und Showcase. Für letztere schuf Sekowsky die Reihen Jason's Quest die von den Abenteuern eines waghalsigen Motorradfahrers handelt und die von Februar bis Mai 1970 in den Ausgaben #88–90 enthalten war sowie B’wana Beast, eine Mischung aus Dschungel- und Superheldencomics, die in den Ausgaben # enthalten war.
In den späteren 1970ern kehrte er zu Marvel Comics (dem Nachfolger von Timely Comics) zurück, wo er für Serien wie Amazing Adventures oder Giant-Size Super-Villain Team Up zeichnete.
Die letzten Jahre seines Lebens verbrachte Sekowsky in Los Angeles, wo er als Mitarbeiter der Animationsstudios der Produktionsfirma Hanna-Barbera an Serien wie Scooby-Doo arbeitete. Parallel dazu war er für den Verleger Daerrick Gross als freischaffender Autor und Zeichner tätig für den er allerlei Ninja- und Skateboardcomics entwickelte, deren Fertigstellung Sekowskys Tod 1989 verhinderte.

## Ehe und Familie
Sekowsky war zweimal verheiratet. In den 1940er Jahren heiratete er Joanne Latta und im Oktober 1967 Josephine, genannt Pat.

## Preise und Auszeichnungen
Sekowsky erhielt 1963 gemeinsam mit Gardner Fox den Alley Award für die beliebteste Fortsetzungsgeschichte (namentlich für "Crisis on Earths 1 and 2" aus Justice League of America #21 and #22).
| Personendaten    | Personendaten                              |
| ---------------- | ------------------------------------------ |
| NAME             | Sekowsky, Mike                             |
| KURZBESCHREIBUNG | US-amerikanischer Comiczeichner und -autor |
| GEBURTSDATUM     | 19. November 1923                          |
| STERBEDATUM      | 30. März 1989                              |
| STERBEORT        | Los Angeles, Kalifornien                   |